# Paulo Gracindo
Pelópidas Guimarães Brandão Gracindo, mais conhecido como Paulo Gracindo (Rio de Janeiro, 16 de julho de 1911- Rio de Janeiro, 4 de setembro de 1995), foi um ator, radialista e apresentador de televisão brasileiro.

## Biografia

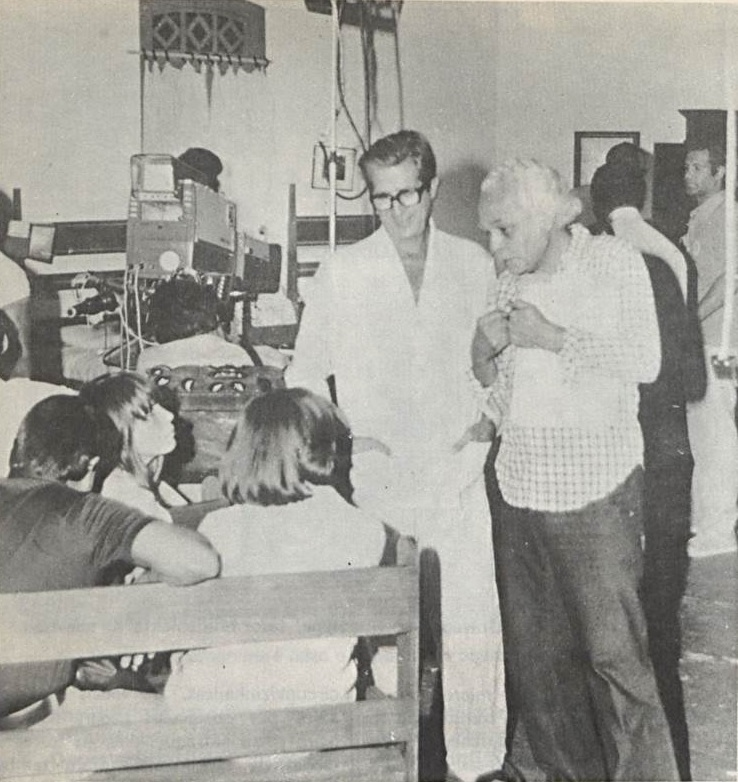
Da direita para a esquerda, Paulo Gracindo, não identificado, Daisy Lúcidi (de costas) e Renata Sorrah durante ensaios entre as gravações da terceira fase da telenovela O Casarão, 1976.

Paulo Gracindo se considerava Maceioense, pois foi viver em Maceió ainda bebê. Sonhava em ser ator mas tinha o pai como obstáculo, que lhe dizia: "No dia em que você subir a um palco, saio da plateia e te arranco de lá pela gola."
Paulo Gracindo respeitou a proibição até a morte do pai. Aos vinte anos, mudou-se para o Rio, dormiu na rua e passou fome. Investiu num namoro com a filha de um português para entrar no grupo de teatro de maior prestígio da época, o Teatro Ginástico Português. Batizado Pelópidas Guimarães Brandão Gracindo, no palco mudou o nome. "Uns me chamavam de Petrópolis, outros de Pelopes. A empregada me chamava de Envelope". Num dos primeiros trabalhos, a personagem de Gracindo ficava dois minutos no palco, o que levou um crítico a comentar: "De onde veio esse rapaz que não faz nada e aparece tanto?" 

"O Primo Pobre (Brandão Filho) e o Primo Rico (Paulo Gracindo)"

Fez sucesso na Rádio Nacional ao apresentar o Programa "Paulo Gracindo". Com a radionovela O Direito de Nascer, encantou no papel de Alberto Limonta; e no programa de rádio Balança mas Não Cai interpretou, com Brandão Filho, o quadro do Primo Pobre e Primo Rico. Na mesma emissora, atuou na radionovela Penumbra (1943), de Amaral Gurgel. Segundo o autor, a obra foi a origem do nome de sua filha, Lenora, nome da protagonista da novela.
Na televisão fez personagens inesquecíveis, como o Tucão da telenovela Bandeira 2 (1971), o Coronel Ramiro Bastos em Gabriela (1975), o João Maciel de O Casarão (1976), o padre Hipólito de Roque Santeiro (1985) e o Primo Rico, no humorístico Balança mas Não Cai. Mas, o mais marcante foi o prefeito Odorico Paraguaçu, de O Bem Amado, de Dias Gomes (1973; 1980-1984). Em 1990 atuou em Rainha da Sucata como o Betinho (Alberto Figueiroa), nas quais tinha um bordão que ficou muito conhecido, o famoso "coisas de Laurinha!".
Fez poucos filmes, mas foi um dos atores preferidos da geração do Cinema Novo. Fez um papel em Terra em Transe, de Glauber Rocha. Achava a sétima arte complicada demais: É coisa de chinês, dizia. Seu último papel na televisão foi no episódio da série Caso Especial chamado "O Besouro e a Rosa" como o apresentador e no papel de Costa, que é o vendedor do armarinho.

## Morte
Morreu aos 84 anos, de câncer de próstata. Encontra-se sepultado no Cemitério de São João Batista, no Rio de Janeiro. É pai do também ator Gracindo Júnior e avô dos atores Gabriel Gracindo, Pedro Gracindo e Daniela Duarte.
Em sua homenagem o Theatro Municipal de Paulínia foi renomeado para Theatro Municipal Paulo Gracindo no ano de 2007.

## Filmografia

### Televisão
| Ano     | Título                          | Personagem                                        | Nota                                                  |  |
| ------- | ------------------------------- | ------------------------------------------------- | ----------------------------------------------------- |  |
| 1958–64 | Noite de Gala                   | Apresentador                                      |                                                       |  |
| 1963–64 | Chico Anysio Show               | Vários personagens                                |                                                       |  |
| 1963–66 | Noites Cariocas                 | Vários personagens                                |                                                       |  |
| 1963    | A Morta Sem Espelho             | Severo Boaventura                                 |                                                       |  |
| 1964    | O Riso É o Limite               | Vários personagens                                |                                                       |  |
| 1964–65 | Praça da Alegria                |                                                   |                                                       |  |
| 1964–67 | Show Praça Onze                 | Apresentador                                      |                                                       |  |
| 1965    | O Porto dos Sete Destinos       | Gustavo Morbeck                                   |                                                       |  |
| 1966    | O Pecado de Ser Mãe             | —                                                 |                                                       |  |
| 1967    | A Rainha Louca                  | Conde Demétrius                                   |                                                       |  |
| 1967    | O Homem Proibido                | Durbar / Dakcha                                   |                                                       |  |
| 1968    | A Gata de Vison                 | Pat O'Hara                                        |                                                       |  |
| 1968–71 | Balança Mas Não Cai             | Primo Rico                                        |                                                       |  |
| 1970    | A Próxima Atração               | Borges                                            |                                                       |  |
| 1971    | Caso Especial                   | Dr. Paranhos                                      | Episódio: "1"                                         |  |
| 1971    | Bandeira 2                      | Artur do Amor Divino (Tucão)                      |                                                       |  |
| 1971    | O Cafona                        | Fred da Silva Barros                              |                                                       |  |
| 1973    | Caso Especial                   | Narrador                                          | Episódio: "O Duelo"                                   |  |
| 1973    | O Bem-Amado                     | Odorico Paraguaçu                                 |                                                       |  |
| 1973    | Os Ossos do Barão               | Antenor Camargo Parente de Rendon Pompeo e Taques |                                                       |  |
| 1975    | Gabriela                        | Coronel Ramiro Bastos                             |                                                       |  |
| 1976    | O Casarão                       | João Maciel                                       |                                                       |  |
| 1978    | Sinal de Alerta                 | Sebastião Borges (Tião)                           |                                                       |  |
| 1978    | Caso Especial                   | Quincas                                           | Episódio: "A Morte e a Morte de Quincas Berro D´Água" |  |
| 1979    | Pai Herói                       | Dr. Caio Villar                                   |                                                       |  |
| 1980–84 | O Bem-Amado                     | Odorico Paraguaçu                                 |                                                       |  |
| 1982–83 | Balança Mas Não Cai             | Primo Rico                                        |                                                       |  |
| 1984    | Caso Verdade                    | João Alfaiate                                     | Episódio: "Esperança"                                 |  |
| 1984    | Caso Verdade                    | Apresentador                                      | Episódio: "Todo Pecado Será Perdoado"                 |  |
| 1985    | Roque Santeiro                  | Padre Hipólito                                    |                                                       |  |
| 1986    | Hipertensão                     | Cândido Sampaio (Candinho)                        |                                                       |  |
| 1987    | Mandala                         | Perácio Silveira (Vô Pepê)                        |                                                       |  |
| 1987    | Expresso Brasil                 | Odorico Paraguaçu / Tucão / Padre Hipólito        |                                                       |  |
| 1990    | Delegacia de Mulheres           | Seu Claudionor                                    | Episódio: "Em Defesa da Honra"                        |  |
| 1990    | Rainha da Sucata                | Alberto Figueroa (Betinho)                        |                                                       |  |
| 1990    | Araponga                        | Senador Petrônio Paranhos                         | Episódio: ''15 de outubro de 1990''                   |  |
| 1991    | Vamp                            | Arlindo Maranhão (Cachorrão)                      |                                                       |  |
| 1992    | Deus nos Acuda                  | Anjo americano                                    |                                                       |  |
| 1992    | Escolinha do Professor Raimundo | Odorico Paraguaçu                                 | Especial de fim de ano                                |  |
| 1993    | Agosto                          | Maestro Emílio                                    |                                                       |  |
| 1993    | Mulheres de Areia               | Padre                                             | Episódio: "16 de setembro"                            |  |
| 1993    | Caso Especial                   | Apresentador/ Costa                               | Episódio: "O Besouro e a Rosa"                        |  |

### Cinema
| Ano  | Título                                    | Personagem              |
| ---- | ----------------------------------------- | ----------------------- |
| 1937 | João Ninguém                              | —                       |
| 1938 | Tererê Não Resolve                        | Homem no baile          |
| 1939 | Anastácio                                 | Azevedo                 |
| 1939 | Está Tudo Aí                              | Batista                 |
| 1939 | Onde Estás Felicidade?                    | André                   |
| 1941 | 24 Horas de Sonho                         | Diretor da Rádio        |
| 1941 | O Dia É Nosso                             | Campos                  |
| 1950 | Estrela da Manhã                          | Dr. Sérgio              |
| 1953 | Balança, Mas Não Cai                      | Primo Rico              |
| 1957 | De Pernas pro Ar                          | —                       |
| 1962 | Copacabana Palace                         | —                       |
| 1965 | A Falecida                                | João Guimarães Pimentel |
| 1967 | Tarzan and the Great River                | Professor               |
| 1967 | Terra em Transe                           | Don Julio Fuentes       |
| 1967 | Cara a Cara                               | Hugo Castro             |
| 1967 | Na Mira do Assassinato                    | Promotor                |
| 1968 | Antes, o Verão                            | Padrasto                |
| 1968 | Copacabana Me Engana                      | Alfeu                   |
| 1969 | O Bravo Guerreiro                         | Péricles                |
| 1970 | Salário Mínimo                            | Roberto                 |
| 1975 | Blablablá                                 | Ditador                 |
| 1978 | A Morte e a Morte de Quincas Berro D'Água | Quincas Berro D'Água    |
| 1978 | Tudo Bem                                  | Juarez Ramos Barata     |
| 1979 | Amor Bandido                              | Galvão                  |
| 1986 | Trancado por Dentro                       | Bóris                   |
| 1987 | Exu-Pia, Coração de Macunaíma             | —                       |

## Prêmios e indicações

### Troféu Imprensa
| Ano  | Categoria   | Indicação                          | Resultado |
| ---- | ----------- | ---------------------------------- | --------- |
| 1973 | Melhor Ator | Paulo Gracindo (Bandeira 2)        | Indicado  |
| 1974 | Melhor Ator | Paulo Gracindo (O Bem-Amado)       | Venceu    |
| 1975 | Melhor Ator | Paulo Gracindo (Os Ossos do Barão) | Indicado  |
| 1976 | Melhor Ator | Paulo Gracindo (Gabriela)          | Venceu    |
| 1977 | Melhor Ator | Paulo Gracindo (O Casarão)         | Venceu    |

### Prêmio APCA
| Ano  | Categoria                | Indicação                   | Resultado |
| ---- | ------------------------ | --------------------------- | --------- |
| 1973 | Melhor Ator de Televisão | Paulo Gracindo (Bandeira 2) | Venceu    |